# سال سانسونتی
سال سانسونتی (ایتالیایی: Sal Sansonetti؛ زادهٔ ۲۴ ژانویهٔ ۱۹۴۶) دوچرخه‌سوار اهل استرالیا است. وی در بازی‌های المپیک تابستانی ۱۹۷۶ شرکت کرده است.